# Creagrus furcatus
Il gabbiano codadirondine (Creagrus furcatus, Neboux 1846) è un uccello della famiglia dei Laridi.

## Sistematica
Creagrus furcatus non ha sottospecie, è monotipico.

## Distribuzione e habitat
Questo gabbiano é endemico delle Isole Galápagos. Raramente è stato avvistato anche in California.

## Galleria d'immagini

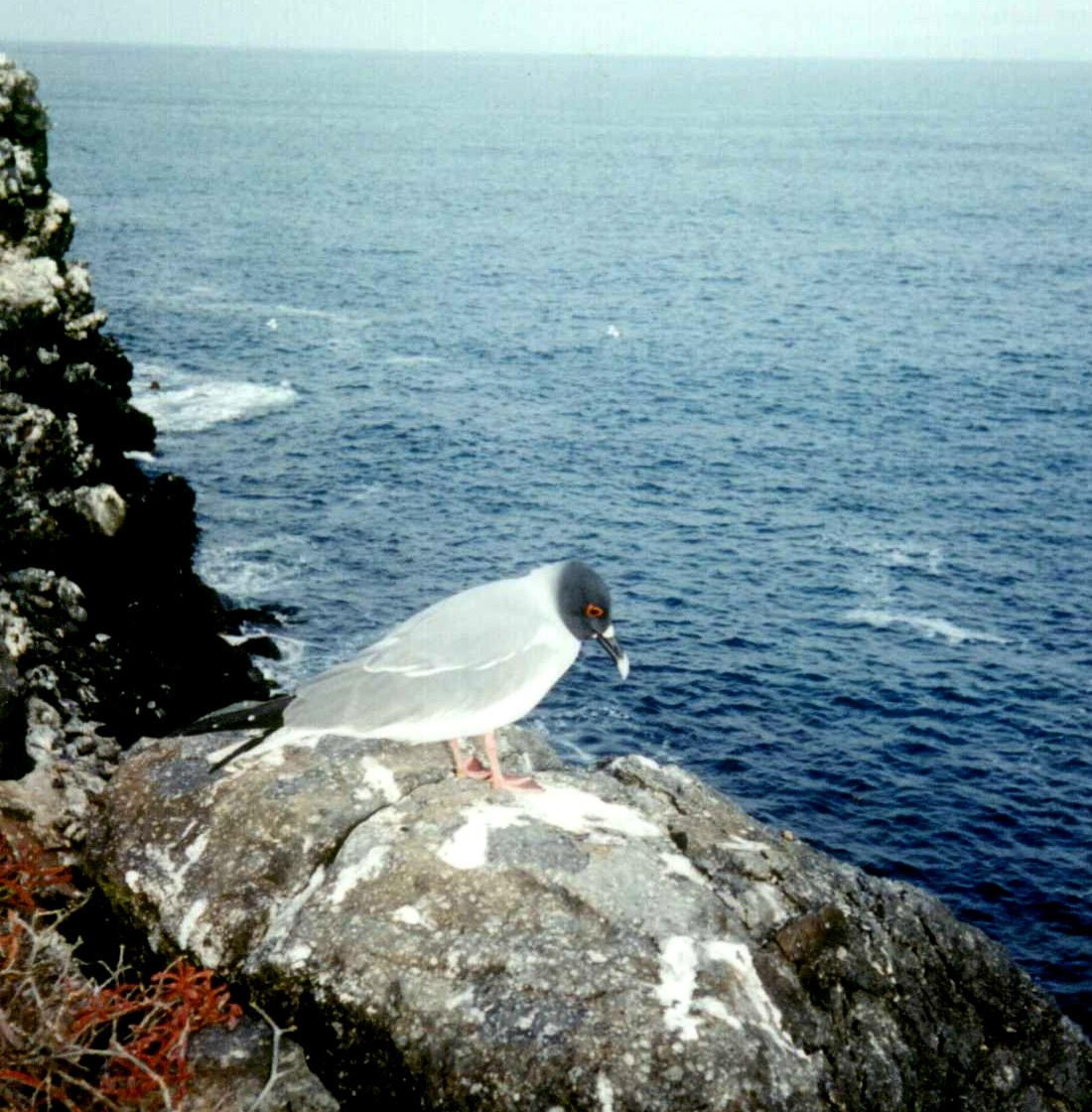
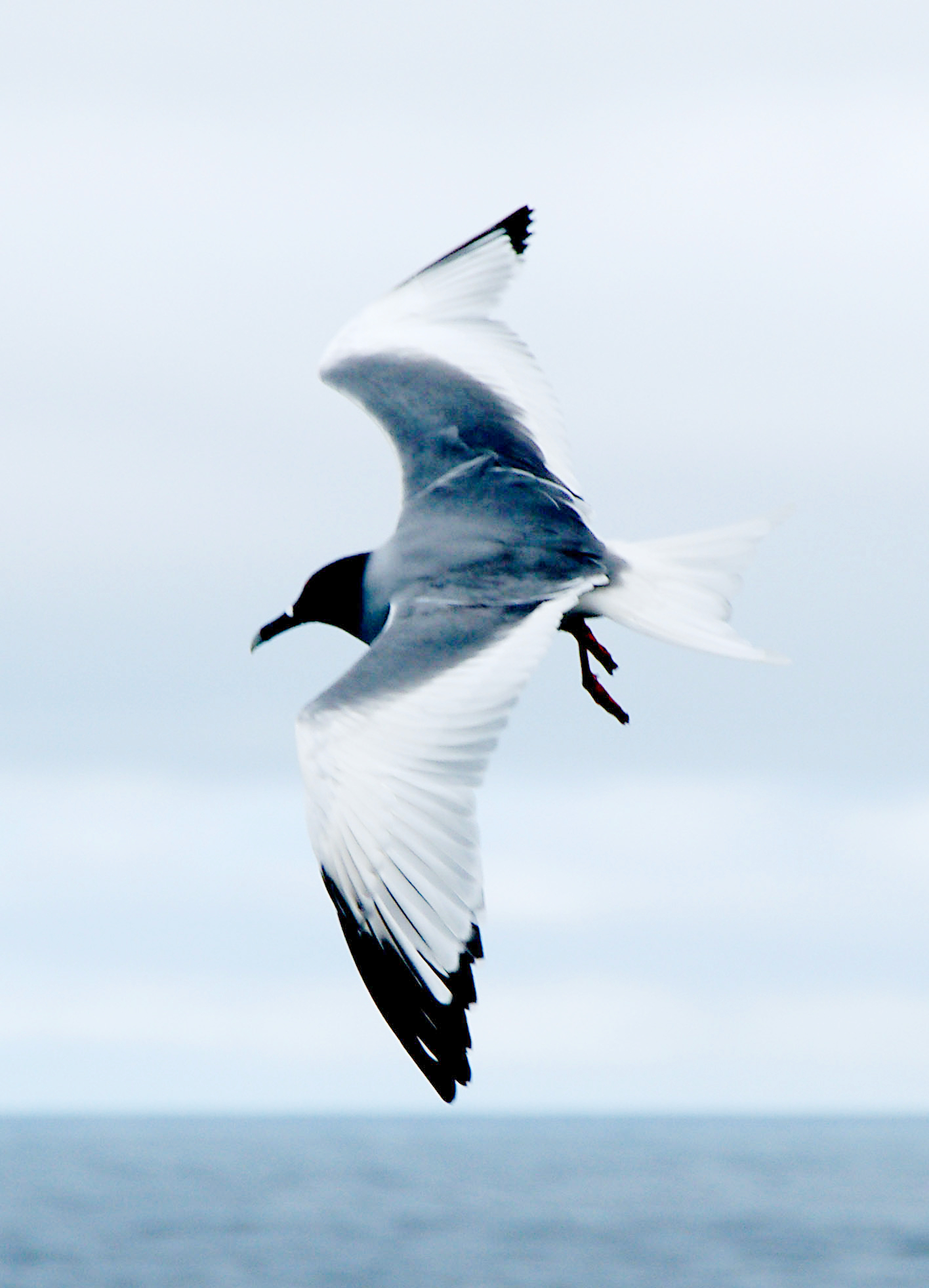
In volo